# 遵化直隶州
遵化直隶州，清朝时设置的直隶州。

遵化州在直隶省的位置（1820年）

康熙十五年（1676年）以陵寝重地（清东陵），升遵化县置遵化州。治所在今河北省遵化市。乾隆八年（1743年）又升为遵化直隶州，辖境相当今河北省玉田、丰润、遵化、唐山及丰南等市县地。民国初年，全国废府州厅改县，于1913年改为遵化县。